# چیچست
چی‌چَست یا چئی‌چسته به معنی سپیدی درخشان است. در بندهش که مربوط به اواخر دوره ساسانیان است، محل این دریاچه را در آذربایجان ذکر می‌کند: «دریاچه چیچَست به آذربایجان است. نمکین آب بی‌زندگی که در او هیچ جانمندی نیست و بن او به دریای فراخگرد پیوسته است».
برخی محققان مانند دکتر مهری باقری به این معتقد هستند که امروزه به روشنی مشخص نیست که این دریاچه در کجا واقع شده است. احتمالاً نام دریاچه‌ای در ایران شرقی بوده است. نام این دریاچه در اوستا در رابطه با آناهیتا آمده است و باید در سرزمینی قرار گرفته باشد که رود سیحون از آنجا می‌گذرد. از دریاچه آرال در اوستا با لفظ وئوروکشه یاد شده است اگر فرض نشود که دریاچه آرال نام‌های گوناگون داشته است، دریاچه آرال نمی‌تواند دریاچه چی‌چست باشد. احتمال این نیز می‌رود که این دریاچه وجود خارجی نداشته باشد.
با گسترش دین زرتشت به طرف غرب ایران، مغان جاهای مقدس تاریخی زرتشتی را از شمال شرقی ایران، به شمال غربی ایران، یعنی از مرو و جیحون به سوی ماد انتقال دادند. در طی این جابجایی در جهت‌های جغرافیایی، دریاچهٔ چی‌چست به دریاچه ارومیه یعنی جاییکه سرزمین اصلی مغان بود، تغییر محل یافت.
از نقل قولهای قدیمی چنین بر می‌آید که نام اصلی شبستر (شهری در استان آذربایجان شرقی و شمال شرقی دریاچه ارومیه) چیچستر بوده است و به نظر ارتباطی بین نام چیچست (به احتمال زیاد نام تاریخی دریاچه ارومیه) و چیچستر وجود دارد.
دهکده ساحلی چی‌چست در فاصله ۱۸ کیلومتری شهر ارومیه، در مسیر جاده دریاچه ارومیه و در نزدیکی بندر گلمانخانه قرار دارد و با برخورداری از امکانات رفاهی و تفریحی متعدد، از جامع‌ترین مقاصد تفریحی و جاذبه‌های گردشگری ارومیه است.